# شونورد
شونورد (به هلندی: Schoonoord) یک منطقهٔ مسکونی در هلند است که در کوفوردن واقع شده‌است. شونورد ۲٬۲۱۹ نفر جمعیت دارد.